# Carl von Baumgarten
Carl Reinhold Fredrik von Baumgarten i riksdagen kallad von Baumgarten i Orraryd, född 23 februari 1843 i Växjö, död 1 april 1920 i Stockholm, var en svensk militär, godsägare och riksdagsman.
Carl von Baumgarten blev 1862 underlöjtnant, 1868 löjtnant och 1882 kapten vid Kronobergs regemente. Han ägde Orraryds herrgård, Nöbbele, från 1875 och var lantbruksskolföreståndare åren 1883–1901. Som riksdagsman tillhörde han högern och var ledamot av första kammaren 1884–1890 och 1905–1913, invald i Kronobergs läns valkrets. von Baumgarten var ledamot i lagutskottet och suppleant i statsutskottet.
Han var från 1889 gift med Siri Carlsson (1860–1914).